# Liernais
Liernais är en kommun i departementet Côte-d'Or i regionen Bourgogne-Franche-Comté i östra Frankrike. Kommunen ligger i kantonen Liernais som tillhör arrondissementet Beaune. År 2022 hade Liernais 485 invånare.

## Befolkningsutveckling
Antalet invånare i kommunen Liernais
Referens:INSEE